# República de Siena
A República de Siena (em italiano:  Repubblica di Siena) foi um estado histórico italiano que integrava a cidade de Siena e os territórios circundantes na região da Toscana, no centro da Itália. Existiu por mais de quatrocentos anos, de 1125 a 1555. 
Na Guerra italiana de 1551–59, a república foi derrotada pelo seu rival, o Ducado de Florença, aliado à Coroa de Espanha. Após 18 meses de resistência, a República de Siena rendeu-se aos exércitos espanhóis em 21 de abril de 1555, o que significou o fim da República.
A integração dos territórios de Siena no Ducado de Florença, significou a constituição do novo estado do Grão-ducado da Toscana.

## História

### Origens
As mais antigas famílias aristocráticas de Siena têm as suas origens na rendição Lombarda, em 774, a Carlos Magno. Nessa altura, a cidade foi inundada por chefes militares Francos que casaram com a nobreza local deixando uma herança que pode ser vista nas abadias que fundaram ao longo de todo o território de Siena. Contudo, o poder feudal decresceu e, na altura da morte da Condessa Matilde de Canossa, em 1115, os territórios fronteiriços que constituíam a Marca Toscana e que tinham estado sob controlo da sua família, a Casa de Canossa, desagregaram-se numa série de regiões autónomas.

### Crescimento

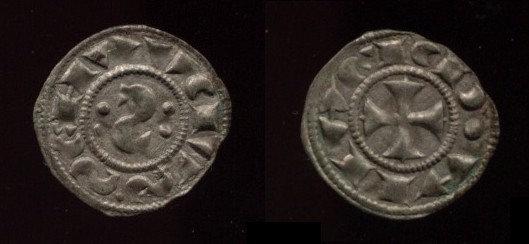
Moeda medieval da República de Siena (Século XII)

Siena prosperou como uma cidade-estado, tornando-se um centro de empréstimo de dinheiro e um importante centro no comércio das lãs. De início era governada diretamente pelo bispo, mas o poder episcopal declinou durante o Século XII. O bispo foi forçado a conceder direito de opinião no governo da cidade à nobreza em troca do seu apoio durante um conflito territorial com a vizinha cidade de Arezzo, o que iniciou um processo que culminou em 1167 quando a comuna de Siena declarou a sua independência do controlo episcopal. Por volta de 1179, existia já uma Constituição escrita.
Em 1286 foi estabelecido em Siena um governo designado por Nova, que era apoiado pelo Noveschi, um partido político formado pelas famílias nobres que tinham assento no Conselho de Estado. O partido Noveschi acabou por crescer para incluir não só membros do Nova, mas muitas famílias nobres proeminentes da cidade. Sob a orientação da Nova e dos membros do Noveschi, Siena cresceu quer económica quer militarmente.

### A Batalha de Montaperti

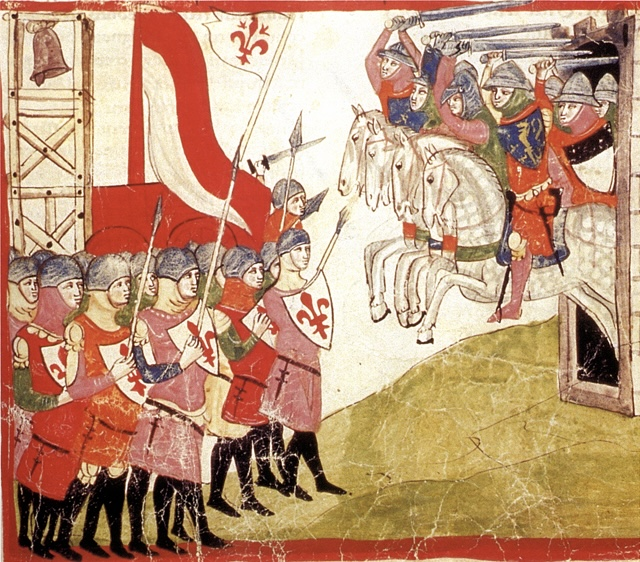
Uma miniatura ilustrando a Batalha de Montaperti, na Nuova Cronica (Século XIV)

No Século XIII, Siena era predominantemente Gibelina, por oposição a Florença que tinha uma posição Guelfa, conflito inspirador da Divina Comédia de Dante Alighieri, obra concluída em 1320.
A 4 de setembro de 1260 os Gibelinos, apoiados pelo rei Manfredo da Sicília, derrotaram os Guelfos florentinos na Batalha de Montaperti. Antes da batalha, o exército sienês, com cerca de 20.000 elementos, enfrentou um exército florentino bem mais numeroso, com cerca de 33.000 homens. Antes da batalha, toda a cidade foi dedicada à Virgem Maria (o que foi feito várias vezes na história da cidade, sendo a mais recente em 1944 para que a cidade fosse protegida dos bombardeamentos Aliados). O comandante de Siena durante a guerra, Bonaguida Lucari, caminhou descalço e descoberto, com um cabresto à volta do pescoço, até à Catedral de Siena (Duomo di Siena). Encabeçando uma procissão composta por todos os residentes da cidade, sendo acompanhados por todo o clero. Lucari e o Bispo local abraçaram-se demonstrando unidade da Igreja e do Estado e, então, Lucari entregou formalmente a cidade e os seus diferentes bairros (contrade) à Virgem Maria. De acordo com uma antiga lenda uma nuvem espessa e branca desceu sobre o campo de batalha, encobrindo os Sieneses e auxiliando o seu ataque. Mas a verdade é que o exército florentino lançou vários ataques bem sucedidos contra os sieneses durante o dia e, quando o exército sienês contra-atacou, traidores no seio do exército florentino mataram o porta-estandarte resultando o caos, pelo que os florentinos dispersaram e abandonaram o campo de batalha. Quase metade do exército florentino (cerca de 15.000 homens) foram, por isso, mortos.
O período 1260-1355 foi designado como a "idade de ouro" de Siena.

### Portos da República de Siena
A República de Siena, no seu crescimento territorial, viu as suas fronteiras expandirem-se especialmente para os territórios da Toscana meridional, na atual província de Grosseto. O facto de Siena deter um acesso ao mar era, assim, a continuação natural da sua expansão e de uma ativa política comercial na região da Maremma com a conquista dos portos de Talamone, Porto Ercole e Porto Santo Stefano..
No Século XIII, para assegurar o acesso ao tráfico marítimo e a uma competitiva rede comercial, Siena tentou usar o porto fluvial de Grosseto. Contudo, no século XIV, a região sofreu violentas cheias que alteraram o curso do rio Ombrone afastando-o daquela cidade, não havendo qualquer tentativa de repor o leito do rio, ao que se juntaram incorretas políticas económicas de Siena e a inexistência de uma base produtiva .

### Declínio
Siena foi devastada pela Peste negra em 1348, e também sofreu de da especulação de várias empresas financeiras. Em 1355, com a chegada de Carlos IV do Luxemburgo à cidade, a população cresceu e suprimiu o governo Nova no Conselho da república, expulsando qualquer família associada ao partido Noveschi. Foi então establecido o governo dos Dodici (concelho de 12 nobres), assistido por um outro conselho com maioria popular. Esta forma de governo teve também uma duração curta, sendo substituída pelo Quindici ("os Quinze"), em 1385, e pelos Dieci ("os Dez", 1386–1387), Undici ("os Onze", 1388–1398) e os doze Priores (1398–1399).
Os Priores eram magistrados da República cujo nome provém do termo italiano Prior (em português:  prévio ou prioritário) sendo assim, cidadãos com precedência sobre a restante população. Já no final da sua administração, os Priores entregaram o governo da cidade a Gian Galeazzo Visconti, Duque de Milão, no sentido de os defender do expansionismo florentino.
Cinco anos depois, em 1404, a Casa de Visconti foi expulsa sendo restabelecido um governo de Dez Priores, desta vez em aliança com Florença contra o rei Ladislau de Nápoles. Com a eleição do Cardeal Enea Silvio Piccolomini, da proeminente família nobre de Siena, os Piccolomini, como Papa  Pio II em 1458, os nobres expulsos por associação ao partido Noveschi, foram autorizados a regressar à cidade.
Em 1472, os magistrados de Siena fundaram um "montepio", a Banca Monte dei Paschi di Siena, que sobreviveu até ao Século XXI, sendo o "mais antigo banco do mundo ".

### Época dos Petrucci
Os membros do partido Noveschi regressaram à cidade sob o governo de Pandolfo Petrucci em 1487. Gradualmente, Pandolfo foi acumulando cargos  políticos e a sua influência foi crescendo até 1500, quando com a execução de seu sogro, Niccolò Borghese, acusado de conspirar para o assassinar com o apoio de Florença e de Afonso II de Nápoles, Pandolfo conseguiu ficar com o controlo total da cidade. Embora um tirano, Pandolfo fez com que a prosperidade regressasse a Siena, protegendo as artes e as ciências, bem como desenvolvendo a economia. A Pandolfo sucedeu o filho, Borghese Petrucci. Após 4 anos de governo, Borghese foi suplantado pelo seu primo, o cardeal Raffaello Petrucci, apoiado pelo Papa Leão X. Mas com responsabilidades que, entretanto, veio a receber da Igreja, Raffaello foi forçado a ceder o governo da cidade ao seu sobrinho, Franceso Petrucci, que só governou durante um ano antes de ser substituído pelo filho mais novo de Pandolfo, Fabio. Fabio foi exilado em 1525 pelo povo de Siena, provocando o fim da época dos Petrucci.

### Fim da República
Com o fim do governo dos Petrucci os conflitos internos regressaram, com a fação popular a expulsar o partido Noveschi que tinha o apoio do Papa Clemente VII. Este enviou um exército que foi derrotado em Camollia em 1526. O imperador Carlos V aproveitou a situação caótica que se vivia para colocar uma guarnição espanhola em Siena, que acabou por ser expulsa pelos cidadãos em 1552, em aliança com França. Esta situação era inaceitável para Carlos V, que enviou o seu general Gian Giacomo Medici para cercar Siena com um exército Florentino-Imperial.
O governo de Siena confiou a defesa a Piero Strozzi. Ao ser derrotado na Batalha de Marciano, em  agosto de 1554, perdeu-se qualquer esperança de resistir. Após 18 meses de resistência, Siena rendeu-se a Espanha a 21 de abril de 1555, data que marcou o fim da República. O novo rei de Espanha, Filipe II, que devia enormes quantias à Casa de Médici, cedeu-lhes a totalidade do território de Siena que, integrado com o Ducado de Florença, constituiu o novo Grão-Ducado da Toscana.
Apenas uma série de fortalezas costeiras foram anexadas ao Estado dos Presídios, a que pertenceram durante os três séculos seguintes até à Unificação Italiana, já em pleno Século XIX. Um governo no exílio da República de Siena com 700 famílias Sienesas, que se refugiaram em Montalcino não conseguiu derrotar os inimigos na Batalha de Marciano e continuou a resistir ao governo Toscano até 1559.

## Território

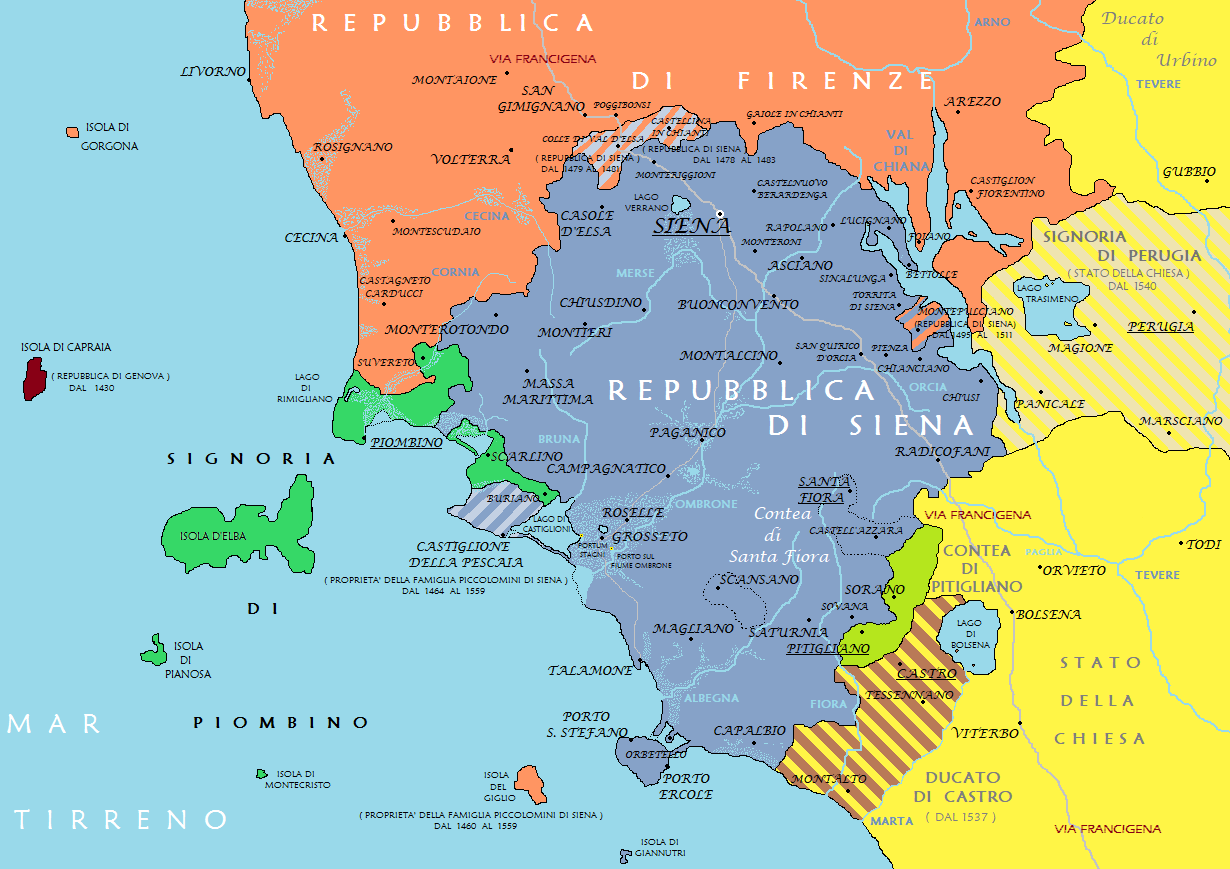
Mapa da República de Siena (azul-acinzentado, "Repubblica di Siena")

Siena era constituída pelas modernas províncias de Grosseto e Siena na região da Toscana, na Itália central, incluindo uma costa marítima do Mar Tirreno. Uma importante exceção era a cidade de Montepulciano 70 km a sudeste de Siena, localizada numa zona montanhosa, e que era reclamada pela vizinha República de Florença, e era uma constante fonte de conflito entre as duas cidades-estados. Em meados do Século XVI o território da República tinha uma área aproximada de 8.000 km2 e uma população de 80.000 habitantes, incluindo cerca de 15.000 que viviam na cidade de Siena.

## Cultura

### Arte
Ao longo dos Séculos XIII e XIV, Siena rivalizava com Florença nas artes: o importante pintor Duccio (1253–1319), era um Sienês, embora tenha trabalhado por toda a península Itálica. O mural intitulado "Allegoria do Bom Governo" (em italiano:  Allegoria del Buon Governo) obra de Ambrogio Lorenzetti datada de 1338–39, e que pode ser visto no Palazzo Pubblico, a Câmara Municipal de Siena, é considerado um magnífico exemplo da arte da Idade Média tardia/início da Renascença.

### Arquitetura
Foi no início do Século XIII que foi concluída a construção da Catedral de Siena (em italiano:  Duomo di Siena). Nesse período, a Piazza del Campo aumentou a sua importância como centro da vida secular, com a construção de novas ruas que ali confluíam. Ali funcionava um mercado e realizavam-se vários eventos desportivos.
Foi edificada uma muralha em 1194 no atual local do Palazzo Pubblico para impedir a erosão do solo, um indicador da importância da área que se tornara um espaço cívico.

### Muralhas

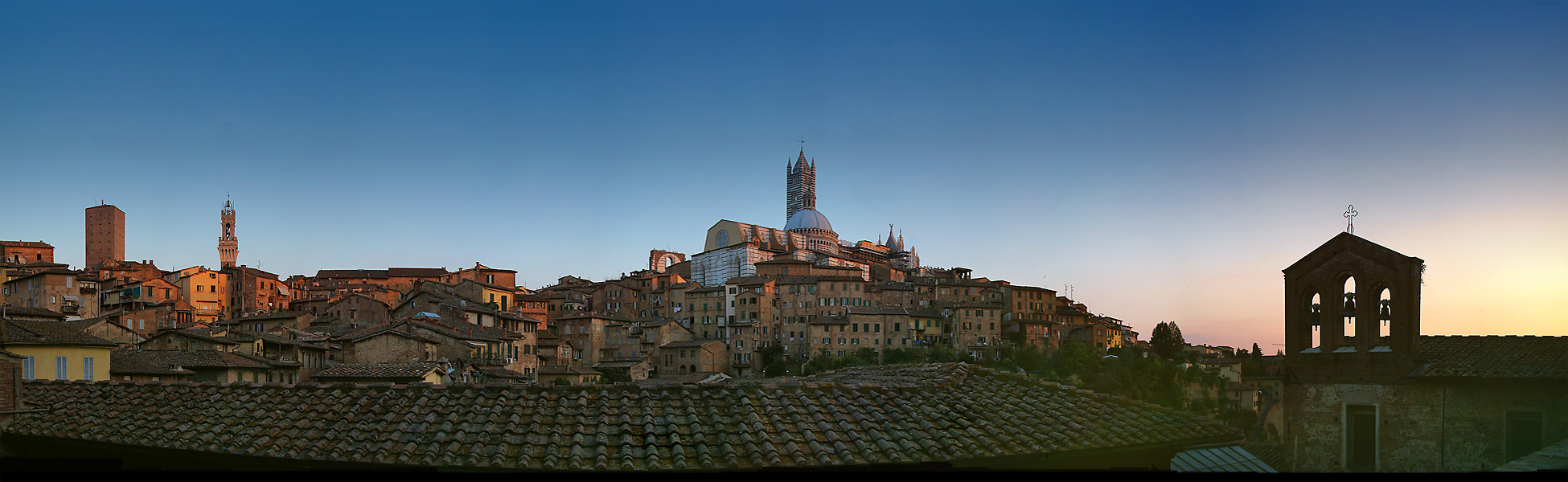
O centro histórico dominado pelo Duomo

Os limites da cidade Romana foram as primeiras muralhas da cidade conhecidas. Durante os Séculos X e XI, a cidade cresceu para leste e, mais tarde, para norte no que agora é o distrito de Camollia. As muralhas foram construídas de forma a cercar a cidade e, uma segunda parte, foi concluída já em finais do Século XIII. Grande parte destas muralhas ainda hoje existem.

### Universidade de Siena
A 26 de dezembro de 1240, Ildebrandino Cacciaconti, o então podestà de Siena, assinou um decreto impondo um imposto sobre os cidadãos de Siena que alugassem quartos a estudantes da Studium Senese". Esse dinheiro pagaria os salários dos maestri, isto é, os professores da nova Universidade de Siena. O Studium voltaria a ser apoiado quando, em 1252, o Papa Inocêncio IV declarou que quer os estudantes, quer os professores, isentos de impostos e de trabalhos obrigatórios sobre si ou sobre os seu património, lançados pela cidade de Siena. Adicionalmente, a comuna isentou os professores de Direito e Latim dos seus deveres públicos. No início do Século XIV, havia três professores de Latim, Lógica e Direito e dois doutores de Ciências Naturais (medicina). Hoje, a universidade ainda está entre as mais importantes de itália.

### Negócios
Em 1472 a República fundou o Monte dei Paschi, um banco ainda hoje em atividade, sendo o mais antigo banco em todo o mundo.

## Cronologia

Fronteiras da República de Siena, de 1125 a 1559.

| Governo                          | Período   | Descrição |
| Consular                         | 1125–1199 | Durante o governo dos bispos, os cônsules eleitos representariam os nobres, bem como o povo. O poder episcopal entrou em declíneo e o poder dos Cônsules cresceu até 1167, quando o governo episcopal foi expulso. Os cônsules continuaram a governar até que um novo tipo de governo se revelou necessário. |
| Podestà                          | 1199–1234 | O Podestà era um oficial eleito pelo povo como governante absoluto. |
| Ventiquattro (24)                | 1234–1270 | Siena substituíu o governos dos Podestà por um Conselho de oficiais eleitos. O número desses oficiais flutuou ao longo dos tempos, tal como mostrado neste quadro. |
| Trentasei (36)                   | 1270–1280 | Siena substituíu o governos dos Podestà por um Conselho de oficiais eleitos. O número desses oficiais flutuou ao longo dos tempos, tal como mostrado neste quadro. |
| Quindici (15)                    | 1280–1286 | Siena substituíu o governos dos Podestà por um Conselho de oficiais eleitos. O número desses oficiais flutuou ao longo dos tempos, tal como mostrado neste quadro. |
| Nove (9)                         | 1286–1355 | Siena substituíu o governos dos Podestà por um Conselho de oficiais eleitos. O número desses oficiais flutuou ao longo dos tempos, tal como mostrado neste quadro. |
| Dodici (12)                      | 1355–1385 | Siena substituíu o governos dos Podestà por um Conselho de oficiais eleitos. O número desses oficiais flutuou ao longo dos tempos, tal como mostrado neste quadro. |
| Quindici (15)                    | 1385      | Siena substituíu o governos dos Podestà por um Conselho de oficiais eleitos. O número desses oficiais flutuou ao longo dos tempos, tal como mostrado neste quadro. |
| Priores                          | 1385–1399 | Foi estabelecido um conselho de Priores numa tentativa de estabilizar o governo e de rivalizar com Florença. Esta tentativa falhou, dado a constante variação do número de Priores e com Florença a manter as suas agressões.                                                                                |
| Senhorio dos Visconti            | 1399–1404 | Os Priores de Siena entregaram o governo da cidade à Casa de Visconti para que a protegessem de Florença. |
| Priores                          | 1404–1487 | Com a expulsão da Casa de Visconti, o povo estabeleceu um novo governo de Priores, desta vez com um número de 10 Priores.Ao contrário do anterior governo de Priores, este foi estável. |
| Senhorio dos Petrucci            | 1487–1525 | A Casa de Petrucci obteve bastante influência tornando-se quase governantes da cidade-estado até 1500, quando Pandolfo Petrucci tomou o controlo completo da cidade. O governos dos Petrucci foram tempos de estabilidade e de prosperidade para Siena.                                                      |
| Priores                          | 1525–1548 | O governos dos chamados “Priores” (Priori) foi instalado numa tentativa que a estabilidade regressasse a Siena, o que na verdade não aconteceu. |
| Senhorio Espanhol                | 1548–1552 | Tirando partido duma caótica situação política, Espanha enviou uma guarnição para controlar a cidade. |
| Capitano del Popolo              | 1552–1555 | Para proteger a cidade, o povo atribuiu o poder a um único governante, o designado Capitano del Popolo (em português: Capitão do Povo). |
| República de Siena em Montalcino | 1555–1559 | Após a conquista de Siena, as famílias nobres refugiaram-se em Montalcino. |